# 謝元俊
謝元俊（？—？），原名谢廷璋，字冠千，廣東省廣州府東莞縣人，清朝政治人物。同進士出身。
光緒二年（1876年），參加丙子恩科會試，得貢士第99名。殿試登進士3甲第89名。同年五月（6月3日），經吏部掣簽，授即用知縣。